# دورة أكسيد السيريوم الرباعي-أكسيد السيريوم الثلاثي

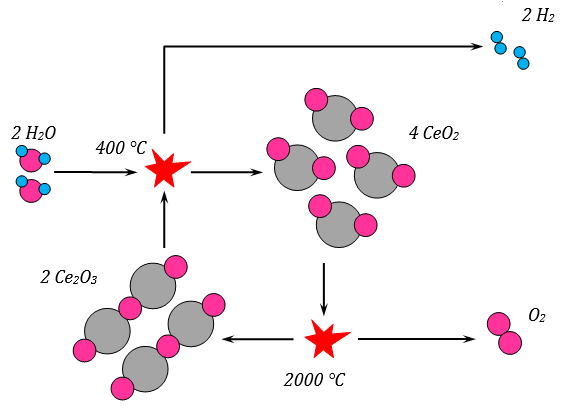
دورة أكسيد السيريوم الرباعي-أكسيد السيريوم الثلاثي CeO2/Ce2O3 عبارة عن دورة كيميائية حرارية تعتمد على استخدام أكسيد السيريوم الرباعي وأكسيد السيريوم الثلاثي من أجل إنتاج الهيدروجين.

## وصف العملية
إن عملية انشطار الماء في هذه الدورة تعتمد على حدوث تفاعلات أكسدة-اختزال للسيريوم وفق ما يلي:
- تفكك: 2CeO2 → Ce2O3 + 0.5 O2
- حلمهة: Ce2O3 + H2O → 2CeO2 + H2

الخطوة الأولى ماصة للحرارة حيث تجري عملية التفكك لأكسيد السيريوم الرباعي عند درجات حرارة حوالي 2000°س في وسط من غاز خامل عند ضغط يتراوح بين 100-200 ميلي بار منتجاً أكسيد السيريوم الثلاثي والأكسجين. في الخطوة الثانية الناشرة للحرارة يتفاعل أكسيد السيريوم الثلاثي مع الماء في تفاعل حلمهة عند درحات حرارة بين 400-600°س في مفاعل ثابت السرير منتجاً الهيدروجين وأكسيد السيريوم الرباعي.

## اقرأ أيضاً
- دورة أكسيد الحديد
- دورة نحاس-كلور
- دورة الكبريت الهجينة
- دورة كبريت-يود
- دورة زنك-أكسيد الزنك
- دورة كيميائية

## روابط خارجية
- Thermochemical hydrogen production from a two-step solar-driven water-splitting cycle based on cerium oxides